# 어빙 솔버그
어빙 솔버그(Irving Thalberg, 1899년 5월 30일 ~ 1936년 9월 14일)는 영화사 초기에 활약한 미국의 영화 제작자이다. "천재 소년"(The Boy Wonder)이라는 이름을 자행하고 적정한 각본을 선정하여 적정한 배우를 선택하고 최고의 제작진을 모아 매우 수익률이 높은 영화를 제작하는 등 특이한 능력을 발휘했다. 37세의 젊은 나이에 요절했다.

## 출연 작품
- MGM: 사자가 으르렁거릴 때 (1992)
- 마리 앙투아네트 (1938)
- 메이타임 (1937)
- 브로드웨이 멜로디 오브 1938 (1937)
- 대지 (1937)
- 하층민(영어판) (1936)
- 로미오와 줄리엣 (1936)
- 오페라의 밤 (1935)
- 바운티호의 반란 (1935)
- 메리 위도우 (1934)
- 배릿 오브 윔폴 스트리트 (1934)
- 턱보트 애니 (1933)
- 에스키모 (1933)
- 래스퓨틴 앤 더 엠프리스 (1932)
- 레드 더스트 (1932)
- 레티 린턴 (1932)
- 스밀린 스루 (1932)
- 빨간 머리 여자 (1932)
- 마타 하리 (1932)
- 타잔 - 조니 웨이스뮬러 편 1 (1932)
- 그랜드 호텔 (1932)
- 퍼제스트 (1931)
- 인스퍼레이션 (1931)
- 트레이더 혼 (1931)
- 근위병 (1931)
- 로그 송 (1930)
- 어 레이디스 모랄스 (1930)
- 빅 하우스 (1930)
- 할리우드 리뷰 오브 1929 (1929)
- 할렐루야 (1929)
- 브로드웨이 멜로디 (1929)
- 쇼 피플 (1928)
- 군중 (1928)
- 황태자의 사랑 (1927)
- 육체와 악마 (1926)
- 메리 위도우 (1925)
- 빅 퍼레이드 (1925)
- 벤허 (1925)
- 노틀담의 꼽추 (1923)